# Noniusverbinder

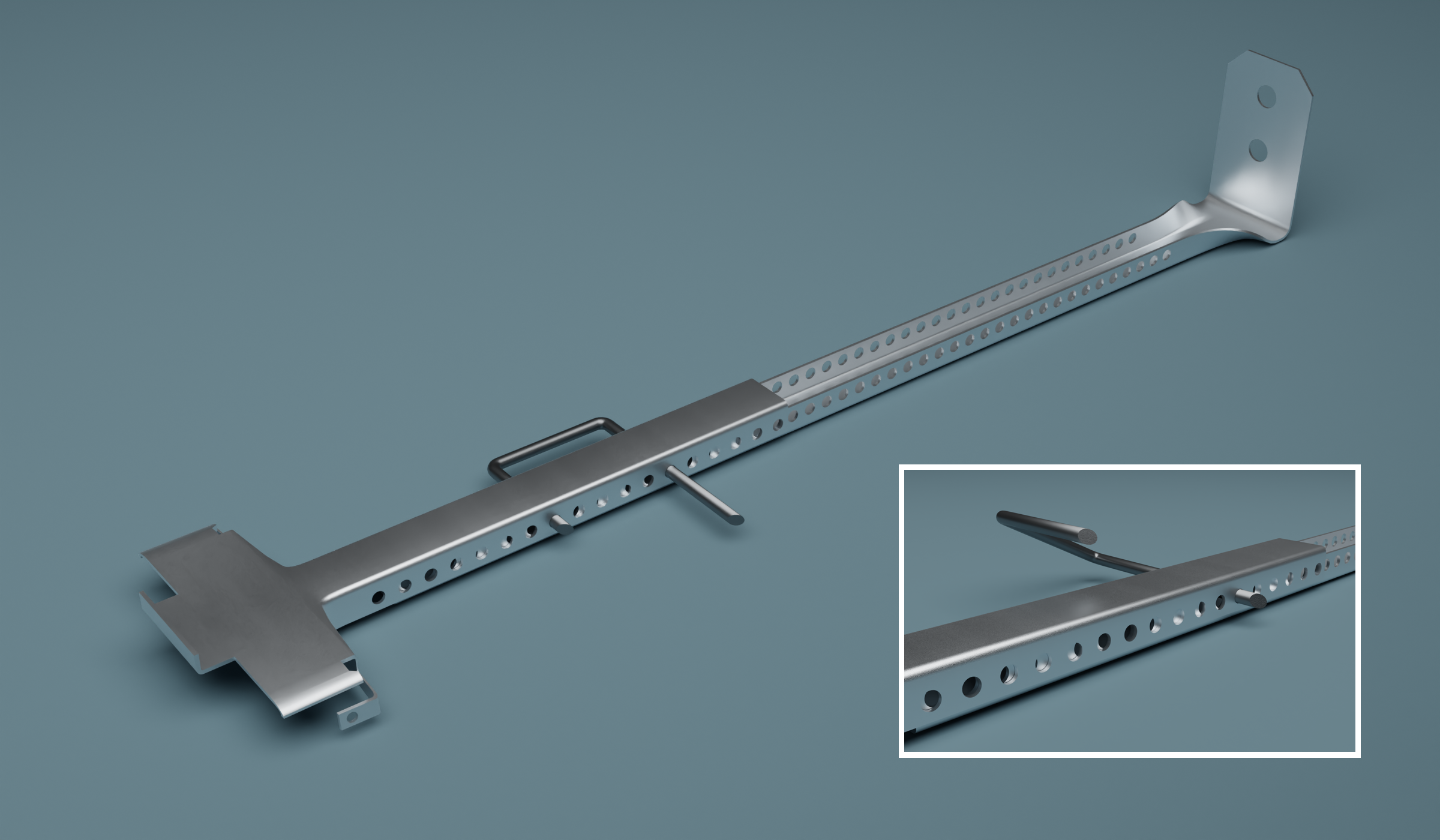
Zum Abhängen von Decken verwendet man einen Noniusabhänger.

Ein Noniusverbinder ist ein Profilteil, das sich in Kombination mit einem passenden Gegenstück dazu nutzen lässt, millimetergenaue Einstellungen vorzunehmen. Trotz fester Lochabstände von mehreren Millimetern in den Profilteilen lässt sich die gewünschte Länge millimetergenau einstellen und fixieren.
Dazu macht man sich das Nonius-Prinzip zunutze.
Noniusabhänger werden häufig im Bauwesen für die Montage von abgehängten Decken eingesetzt. Sie machen es möglich, die Höhendifferenz zwischen Rohdecke und Unterdecke millimetergenau auszugleichen und die neue Decke auf ein einheitliches Niveau zu montieren.

## Funktionsprinzip Nonius-Verbinder

Die nebenstehende Grafik dient dazu, das Nonius-Prinzip schematisch darzustellen. Im Bildbeispiel sind die unterschiedlichen Lochabstände 10 und 9 mm gewählt worden. Damit wird eine Genauigkeit von ±0,5 mm erreicht. Es können aber auch andere Lochabstände für dieses Prinzip verwendet werden.
Im Funktionsbeispiel handelt es sich um zwei U-Profile, die ineinandergelegt verschiebbar sind. Man kann sie auf die gewünschte Gesamtlänge verschieben und mit zwei Sicherungsstiften fixieren. In einem der Profile sind mit einem Abstand von 10 mm Bohrungen angebracht. Wären die Löcher im 2. Profil im gleichen Abstand angebracht, dann wäre die Genauigkeit der Einstellmöglichkeit auf 10 mm-Schritte begrenzt.
Hier macht man sich stattdessen das Nonius-Prinzip zunutze. Man wählt für das 2. Profil einen Lochabstand von 9 mm. Da zwei Nonius-Prinzip-Lochreihen aufeinanderfolgend angebracht sind, ergibt es sich nun, dass beim Verschieben in Millimeterschritten immer 2 Löcher deckungsgleich sind.
Im ersten Beispiel sind jeweils die ersten Bohrungen (grün) der Nonius-Lochreihen deckungsgleich, während an keiner anderen Stelle das Einstecken der Sicherungsstifte möglich wäre. Nach dem Verlängern um 1 mm ergibt sich eine Deckungsgleichung bei der nächsten Bohrung (rot).
Die hier gewählten Beispiele beschränken sich auf kurze Distanzen. Maximal lassen sich mit diesem Beispiel (bei 2 eingesteckten Stiften) 8 cm in 1 mm-Schritten einstellen.

## Weitere Anwendungsbeispiele
Bei Schachtförderanlagen im Bergbau nutzt man das Nonius-Prinzip bei der Bolzenkupplung. Dabei sind die Bohrungen allerdings kreisförmig (radial) angeordnet.